# Lu Li
Lu Li (Changsha, China, 30 de agosto de 1976) es una gimnasta artística china, especialista en la prueba de barras asimétricas, con la que ha llegado a ser campeona olímpica en 1992.

## Carrera deportiva
En los JJ. OO. de Barcelona gana la medalla de oro en asimétricas —por delante de Tatiana Gutsu del Equipo Unificado y la estadounidense Shannon Miller— y la plata en la viga de equilibrio, tras Tatiana Lisenko del Equipo Unificado, y empatada con Shannon Miller.